# Agriotes gurgistanus
Agriotes gurgistanus is een keversoort uit de familie kniptorren (Elateridae). De wetenschappelijke naam van de soort is voor het eerst geldig gepubliceerd in 1835 door Faldermann.